# 엑실레스
엑실레스(오크어: Eissilhas; 비표준 오크어: Isiya; 피에몬테어: Isiles; 라틴어: Excingomagus 또는 Scingomagus; 이탈리아 파시즘 하의 이탈리아어화: Esille)는 이탈리아의 피에몬테주에 있는 토리노 광역시의 자치단체로, 토리노 서쪽으로 약 60 킬로미터 (37 mi) 떨어져 프랑스와의 국경에 위치한다.
이곳에는 프랑스 왕국과 사보이아 공국 사이의 경로를 지키던 알파인 요새인 엑실레스 요새가 있다.
엑실레스는 다음 자치단체와 접해 있다: 바르도네키아, 브라망 (프랑스), 키오몬테, 자글리오네, 울스, 프라겔라토, 살베르트랑, 우세오.

## 역사
고대인들은 엑실레스를 알프스 고개를 넘어 갈리아에서 이탈리아로 들어오는 첫 번째 장소로 여겼다. 스킨고마구스(고대 그리스어: Σκιγγόμαγος)로서, 엑실레스는 스트라본이 알프스 고개 중 하나에 대해 이야기할 때 처음 언급했는데, 그는 갈리아 쪽의 에브로두눔(현대 앙브룅)에서 브리간티움(현대 브리앙송)과 스킨고마구스를 거쳐 알프스 고개를 넘어 오켈룸까지, 코티우스의 땅(코티아 알프스)의 한계는 159 킬로미터 (99 mi)이며, 스킨고마구스에서 이탈리아가 시작되고 스킨코마구스에서 오켈룸까지의 거리는 43 킬로미터 (27 mi)라고 말한다. 가이우스 플리니우스 세쿤두스 또한 이탈리아가 스킨고마구스의 알프스까지 뻗어 있다고 보았고, 이후 스킨고마구스에서 피레네산맥과 일리베리스까지의 갈리아의 폭을 설명했다.

## 자매 도시
엑실레스는 다음 도시와 자매 도시 관계이다:
- 샤토빌비에유, 프랑스

## 출전
- This article incorporates text from a publication now in the public domain: